# Волд Лејк (Мичиген)
Волд Лејк (енгл. Walled Lake) град је у америчкој савезној држави Мичиген. По попису становништва из 2010. у њему је живело 6.999 становника.

## Демографија
Према попису становништва из 2010. у граду је живело 6.999 становника, што је 286 (4,3%) становника више него 2000. године.
| Група             | 2000.         | 2010.         |
| Белци             | 6.331 (94,3%) | 6.031 (86,2%) |
| Афроамериканци    | 49 (0,7%)     | 311 (4,4%)    |
| Азијати           | 114 (1,7%)    | 197 (2,8%)    |
| Хиспаноамериканци | 113 (1,7%)    | 273 (3,9%)    |
| Укупно            | 6.713         | 6.999         |